# Baran (Rajasthan)
Pour les articles homonymes, voir Baran.
Baran est une ville indienne située dans l’État du Rajasthan En 2011, sa population était de 117 992 habitants.

## Source de la traduction
- (en) Cet article est partiellement ou en totalité issu de l’article de Wikipédia en anglais intitulé « Baran, Rajasthan » (voir la liste des auteurs).